# Registres dels Tres Regnes
Els Registres dels Tres Regnes (୕ᅧㄅ) és una compilació de textos històrics sobre el període dels Tres Regnes (Wei, Shu i Wu) en l'antiga Xina, que abasta des de 189 fins a 280. Va ser escrit per Chen Shou el 297 de la nostra era al servei de la Dinastia Jin (265-420). Forma part de les quatre obres d'història de la Xina oficials.
L'obra arreplega les històries dels tres petits estats rivals: el Regne de Wei (曹魏), el Regne de Shu (蜀汉) i el Regne de Wu (东吴) de l'era dels Tres Regnes de la Xina, en un sol text i és la base per a la posterior i més popular novel·la històrica del Romanç dels Tres Regnes del segle xiv, amb la qual ha estat confosa moltes vegades.
Hi ha una edició de l'obra que és coneguda com l'edició de Yi Xiang Tang.

## Seccions
El llibre Wei (o Wei-chih) està basat en un llibre perdut anomenat Història de Wei (Wei-Lüeh). Aquest llibre té un capítol que es diu «Registre dels Bàrbars de l'Est» («Toi Den»). En aquest capítol la secció «Guishi Wadyin Den» parla de la reina japonesa Pimiko.